# 萨温齐 (卢布内区)
薩溫齊（烏克蘭語：Савинці），是烏克蘭中部波爾塔瓦州盧布尼區奥尔日察市镇内的村庄。處於奧爾日察河左岸，面積2.89平方公里，海拔高度104米，2001年人口805，人口密度每平方公里278.55人。